# Résultats détaillés des championnats d'Europe d'athlétisme 1994
Résultats détaillés des Championnats d'Europe d'athlétisme 1994 d'Helsinki. 
| Courses: 100 m - 200 m - 400 m - 800 m - 1 500 m - 5 000 m / 3 000 m - 10 000 m - Marathon Obstacles: 100 m haies - 110 m haies - 400 m haies - 3 000 m steeple Marche: 10 km - 20 km - 50 km Sauts: Hauteur - Longueur - Triple saut - Perche Lancers: Javelot - Disque - Poids - Marteau Relais: 4 × 100 m - 4 × 400 m Epreuves combinées: Décathlon - Heptathlon Légende |

## Résultats

### 100m
| Rang | Pays        | Athlète                 | Temps   |
| ---- | ----------- | ----------------------- | ------- |
| 1    | Royaume-Uni | Linford Christie        | 10 s 14 |
| 2    | Norvège     | Geir Moen               | 10 s 20 |
| 3    | Russie      | Aleksandr Porkhomovskiy | 10 s 31 |
| 4    | Ukraine     | Oleh Kramarenko         | 10 s 38 |
| 5    | Roumanie    | Daniel Cojocaru         | 10 s 39 |
| 6    | Allemagne   | Marc Blume              | 10 s 40 |
| 7    | Grèce       | Aléxandros Terzián      | 10 s 42 |
| 8    | Royaume-Uni | Jason John              | 10 s 46 |

| Rang | Pays      | Athlète              | Temps   |
| ---- | --------- | -------------------- | ------- |
| 1    | Russie    | Irina Privalova      | 11 s 02 |
| 2    | Ukraine   | Zhanna Tarnopolskaya | 11 s 10 |
| 3    | Allemagne | Melanie Paschke      | 11 s 28 |
| 4    | Bulgarie  | Anelia Nuneva        | 11 s 40 |
| 5    | Pays-Bas  | Nelli Cooman         | 11 s 40 |
| 6    | Bulgarie  | Petya Pendareva      | 11 s 41 |
| 7    | Finlande  | Sanna Hernesniemi    | 11 s 43 |
| 8    | Russie    | Marina Trandenkova   | 11 s 52 |

### 200m
| Rang | Pays     | Athlète                  | Temps   |
| ---- | -------- | ------------------------ | ------- |
| 1    | Norvège  | Geir Moen                | 20 s 30 |
| 2    | Ukraine  | Vladyslav Dolohodin      | 20 s 47 |
| 3    | Belgique | Patrick Stevens          | 20 s 68 |
| 4    | Ukraine  | Serhiy Osovich           | 20 s 70 |
| 5    | France   | Jean-Charles Trouabal    | 20 s 70 |
| 6    | Russie   | Andrey Fedoriv           | 20 s 78 |
| 7    | Grèce    | Yeoryios Panayiotopoulos | 20 s 92 |
| 8    | Suisse   | David Dollé              | 21 s 10 |

| Rang | Pays      | Athlète              | Temps   |
| ---- | --------- | -------------------- | ------- |
| 1    | Russie    | Irina Privalova      | 22 s 32 |
| 2    | Ukraine   | Zhanna Tarnopolskaya | 22 s 77 |
| 3    | Russie    | Galina Malchugina    | 22 s 90 |
| 4    | Allemagne | Silke Knoll          | 22 s 99 |
| 5    | Géorgie   | Maya Azarashvili     | 23 s 01 |
| 6    | Finlande  | Sanna Hernesniemi    | 23 s 24 |
| 7    | Portugal  | Lucrecia Jardim      | 23 s 28 |
| 8    | Bulgarie  | Zlatka Georgieva     | 23 s 46 |

### 400m
| Rang | Pays        | Athlète            | Temps   |
| ---- | ----------- | ------------------ | ------- |
| 1    | Royaume-Uni | Du'aine Ladejo     | 45 s 09 |
| 2    | Royaume-Uni | Roger Black        | 45 s 20 |
| 3    | Suisse      | Mathias Rusterholz | 45 s 96 |
| 4    | Russie      | Dmitriy Golovastov | 46 s 01 |
| 5    | Bulgarie    | Anton Ivanov       | 46 s 20 |
| 6    | Russie      | Mikhail Vdovin     | 46 s 23 |
| 7    | Slovaquie   | Stefan Balosák     | 46 s 64 |
| 8    | Russie      | Dmitriy Kosov      | 46 s 69 |

| Rang | Pays        | Athlète              | Temps   |
| ---- | ----------- | -------------------- | ------- |
| 1    | France      | Marie-José Pérec     | 50 s 33 |
| 2    | Russie      | Svetlana Goncharenko | 51 s 24 |
| 3    | Royaume-Uni | Phylis Smith         | 51 s 30 |
| 4    | Russie      | Yelena Andreyeva     | 51 s 65 |
| 5    | Allemagne   | Anja Rücker          | 51 s 85 |
| 6    | Royaume-Uni | Melanie Neef         | 52 s 10 |
| 7    | Bulgarie    | Daniela Spasova      | 52 s 25 |
| 8    | France      | Francine Landre      | 52 s 57 |

### 800m
| Rang | Pays        | Athlète          | Temps         |
| ---- | ----------- | ---------------- | ------------- |
| 1    | Italie      | Andrea Benvenuti | 1 min 46 s 12 |
| 2    | Norvège     | Vebjørn Rodal    | 1 min 46 s 53 |
| 3    | Espagne     | Tomás de Teresa  | 1 min 46 s 56 |
| 4    | Allemagne   | Nico Motchebon   | 1 min 46 s 65 |
| 5    | Italie      | Giuseppe D'Urso  | 1 min 46 s 90 |
| 6    | Royaume-Uni | Craig Winrow     | 1 min 47 s 09 |
| 7    | Espagne     | José Cerezo      | 1 min 47 s 58 |
| 8    | Norvège     | Atle Douglas     | 1 min 47 s 90 |

| Rang | Pays        | Athlète            | Temps         |
| ---- | ----------- | ------------------ | ------------- |
| 1    | Russie      | Lyubov Gurina      | 1 min 58 s 55 |
| 2    | Biélorussie | Natalya Dukhnova   | 1 min 58 s 55 |
| 3    | Russie      | Lyudmila Rogachova | 1 min 58 s 69 |
| 4    | Pologne     | Malgorzata Rydz    | 1 min 59 s 12 |
| 5    | Royaume-Uni | Ann Griffiths      | 1 min 59 s 81 |
| 6    | Portugal    | Carla Sacramento   | 2 min 00 s 01 |
| 7    | France      | Patricia Djaté     | 2 min 00 s 34 |
| 8    | Pologne     | Anna Brzezinska    | 2 min 00 s 41 |

### 1 500m
| Rang | Pays      | Athlète                | Temps         |
| ---- | --------- | ---------------------- | ------------- |
| 1    | Espagne   | Fermín Cacho           | 3 min 35 s 27 |
| 2    | Espagne   | Isaac Viciosa          | 3 min 36 s 01 |
| 3    | Croatie   | Branko Zorko           | 3 min 36 s 88 |
| 4    | France    | Éric Dubus             | 3 min 37 s 44 |
| 5    | Ukraine   | Andrey Bulkovskiy      | 3 min 37 s 81 |
| 6    | Espagne   | Manuel Pancorbo        | 3 min 38 s 16 |
| 7    | Allemagne | Rüdiger Stenzel        | 3 min 38 s 36 |
| 8    | France    | Abdel-Kader Chékhémani | 3 min 38 s 42 |

| Rang | Pays        | Athlète                | Temps         |
| ---- | ----------- | ---------------------- | ------------- |
| 1    | Russie      | Lyudmila Rogachova     | 4 min 18 s 93 |
| 2    | Royaume-Uni | Kelly Holmes           | 4 min 19 s 30 |
| 3    | Russie      | Yekaterina Podkopayeva | 4 min 19 s 37 |
| 4    | Russie      | Lyubov Kremlyova       | 4 min 19 s 77 |
| 5    | Roumanie    | Malgorzata Rydz        | 4 min 19 s 80 |
| 6    | Portugal    | Carla Sacramento       | 4 min 20 s 62 |
| 7    | Allemagne   | Ellen Kiessling        | 4 min 20 s 79 |
| 8    | Espagne     | Maite Zúñiga           | 4 min 20 s 83 |

### 5 000m/3 000m
| Rang | Pays        | Athlète          | Temps          |
| ---- | ----------- | ---------------- | -------------- |
| 1    | Allemagne   | Dieter Baumann   | 13 min 36 s 93 |
| 2    | Royaume-Uni | Rob Denmark      | 13 min 37 s 50 |
| 3    | Espagne     | Abel Anton       | 13 min 38 s 04 |
| 4    | France      | Abdellah Béhar   | 13 min 38 s 36 |
| 5    | Royaume-Uni | John Nuttall     | 13 min 38 s 65 |
| 6    | Espagne     | José Carlos Adán | 13 min 39 s 16 |
| 7    | Finlande    | Risto Ulmala     | 13 min 40 s 84 |
| 8    | Espagne     | Anacleto Jiménez | 13 min 41 s 60 |

| Rang | Pays        | Athlète           | Temps         |
| ---- | ----------- | ----------------- | ------------- |
| 1    | Irlande     | Sonia O'Sullivan  | 8 min 31 s 84 |
| 2    | Royaume-Uni | Yvonne Murray     | 8 min 36 s 48 |
| 3    | Roumanie    | Gabriela Szabo    | 8 min 40 s 08 |
| 4    | Russie      | Olga Churbanova   | 8 min 40 s 48 |
| 5    | Russie      | Lyudmila Borisova | 8 min 41 s 71 |
| 6    | Royaume-Uni | Alison Wyeth      | 8 min 45 s 76 |
| 7    | France      | Farida Fates      | 8 min 46 s 04 |
| 8    | Italie      | Nadia Dandolo     | 8 min 49 s 42 |

### 10 000m
| Rang | Pays            | Athlète            | Temps          |
| ---- | --------------- | ------------------ | -------------- |
| 1    | Espagne         | Abel Anton         | 28 min 06 s 03 |
| 2    | Belgique        | Vincent Rousseau   | 28 min 06 s 63 |
| 3    | Allemagne       | Stéphane Franke    | 28 min 07 s 95 |
| 4    | Slovaquie       | Róbert Stefko      | 28 min 08 s 02 |
| 5    | Portugal        | Paulo Guerra       | 28 min 10 s 18 |
| 6    | Portugal        | Joao Junqueira     | 28 min 10 s 55 |
| 7    | Tchécoslovaquie | Jan Pesava         | 28 min 10 s 73 |
| 8    | Espagne         | Carlos de la Torre | 28 min 10 s 77 |

| Rang | Pays      | Athlète            | Temps          |
| ---- | --------- | ------------------ | -------------- |
| 1    | Portugal  | Fernanda Ribeiro   | 31 min 08 s 75 |
| 2    | Portugal  | Conceição Ferreira | 31 min 32 s 82 |
| 3    | Suisse    | Daria Nauer        | 31 min 35 s 96 |
| 4    | Allemagne | Kathrin Wessel     | 31 min 38 s 75 |
| 5    | Roumanie  | Cristina Misaros   | 31 min 41 s 03 |
| 6    | Italie    | Maria Guida        | 31 min 42 s 14 |
| 7    | Portugal  | Fernanda Marques   | 31 min 53 s 12 |
| 8    | Russie    | Klara Kashapova    | 31 min 55 s 99 |

### Marathon
| Rang | Pays        | Athlète           | Temps           |
| ---- | ----------- | ----------------- | --------------- |
| 1    | Espagne     | Martin Fiz        | 2 h 10 min 31 s |
| 2    | Espagne     | Diego García      | 2 h 10 min 46 s |
| 3    | Espagne     | Alberto Juzdado   | 2 h 11 min 18 s |
| 4    | Royaume-Uni | Richard Nerurkar  | 2 h 11 min 56 s |
| 5    | Italie      | Luigi Di Lello    | 2 h 12 min 41 s |
| 6    | Portugal    | António Rodrigues | 2 h 12 min 43 s |
| 7    | Portugal    | Manuel Matias     | 2 h 12 min 48 s |
| 8    | Finlande    | Harri Hänninen    | 2 h 13 min 21 s |

| Rang | Pays     | Athlète           | Temps           |
| ---- | -------- | ----------------- | --------------- |
| 1    | Portugal | Manuela Machado   | 2 h 29 min 54 s |
| 2    | Italie   | Maria Curatolo    | 2 h 30 min 33 s |
| 3    | Roumanie | Adriana Barbu     | 2 h 30 min 55 s |
| 4    | Italie   | Ornella Ferrara   | 2 h 31 min 57 s |
| 5    | Roumanie | Anuta Catuna      | 2 h 32 min 51 s |
| 6    | Finlande | Ritva Lemettinen  | 2 h 33 min 05 s |
| 7    | Finlande | Kirsi Rauta       | 2 h 33 min 32 s |
| 8    | Italie   | Rosanna Munerotto | 2 h 34 min 32 s |

### 110mhaies/100mhaies
| Rang | Pays        | Athlète             | Temps   |
| ---- | ----------- | ------------------- | ------- |
| 1    | Royaume-Uni | Colin Jackson       | 13 s 08 |
| 2    | Allemagne   | Florian Schwarthoff | 13 s 16 |
| 3    | Royaume-Uni | Tony Jarrett        | 13 s 23 |
| 4    | Allemagne   | Claude Edorh        | 13 s 41 |
| 5    | Allemagne   | Mike Fenner         | 13 s 53 |
| 6    | Finlande    | Antti Haapakoski    | 13 s 54 |
| 7    | France      | Dan Philibert       | 13 s 54 |
| 8    | Roumanie    | George Boroi        | 13 s 61 |

| Rang | Pays        | Athlète              | Temps   |
| ---- | ----------- | -------------------- | ------- |
| 1    | Bulgarie    | Svetla Dimitrova     | 12 s 72 |
| 2    | Russie      | Yuliya Graudyn       | 12 s 93 |
| 3    | Bulgarie    | Yordanka Donkova     | 12 s 93 |
| 4    | Slovénie    | Brigita Bukovec      | 13 s 01 |
| 5    | Russie      | Tatyana Reshetnikova | 13 s 06 |
| 6    | Suisse      | Julie Baumann        | 13 s 10 |
| 7    | Royaume-Uni | Jackie Agyepong      | 13 s 17 |
| 8    | France      | Anne Piquereau       | 13 s 25 |

### 400mhaies
| Rang | Pays        | Athlète          | Temps   |
| ---- | ----------- | ---------------- | ------- |
| 1    | Ukraine     | Oleh Tverdokhlib | 48 s 06 |
| 2    | Suède       | Sven Nylander    | 48 s 22 |
| 3    | France      | Stéphane Diagana | 48 s 23 |
| 4    | Portugal    | Podro Rodrigues  | 48 s 77 |
| 5    | Allemagne   | Edgar Itt        | 49 s 11 |
| 6    | Royaume-Uni | Peter Crampton   | 49 s 45 |
| 7    | Moldavie    | Vadim Zadoynov   | 49 s 50 |
| 8    | Royaume-Uni | Gary Cadogan     | 49 s 53 |

| Rang | Pays        | Athlète            | Temps   |
| ---- | ----------- | ------------------ | ------- |
| 1    | Royaume-Uni | Sally Gunnell      | 53 s 33 |
| 2    | Allemagne   | Silvia Rieger      | 54 s 68 |
| 3    | Russie      | Anna Knoroz        | 54 s 68 |
| 4    | Allemagne   | Heike Meissner     | 54 s 79 |
| 5    | Biélorussie | Tatyana Kurochkina | 55 s 18 |
| 6    | Ukraine     | Tetyana Tereshchuk | 55 s 53 |
| 7    | Russie      | Olga Nazarova      | 55 s 98 |
| 8    | Royaume-Uni | Gowry Retchakan    | 56 s 05 |

### 3 000msteeple
| 1 | Italie      | Alessandro Lambruschini | 8 min 22 s 40 |
| 2 | Italie      | Angelo Carosi           | 8 min 23 s 53 |
| 3 | Belgique    | William Van Dijck       | 8 min 24 s 86 |
| 4 | Royaume-Uni | Mark Rowland            | 8 min 26 s 00 |
| 5 | Russie      | Valdimir Pronin         | 8 min 26 s 33 |
| 6 | Allemagne   | Martin Strege           | 8 min 26 s 36 |
| 7 | Norvège     | Jim Svenøy              | 8 min 28 s 12 |
| 8 | Italie      | Francesco Panetta       | 8 min 28 s 25 |

### 20kmmarche/10kmmarche
| Rang | Pays        | Athlète                | Temps           |
| ---- | ----------- | ---------------------- | --------------- |
| 1    | Russie      | Mikhail Shchennikov    | 1 h 18 min 45 s |
| 2    | Biélorussie | Yevgeniy Misyulya      | 1 h 19 min 22 s |
| 3    | Espagne     | Valentin Massana       | 1 h 20 min 39 s |
| 4    | Italie      | Giovanni De Benedictis | 1 h 20 min 39 s |
| 5    | Russie      | Mikhail Orlov          | 1 h 21 min 01 s |
| 6    | Italie      | Giovanni Perricelli    | 1 h 21 min 51 s |

| Rang | Pays        | Athlète            | Temps       |
| ---- | ----------- | ------------------ | ----------- |
| 1    | Finlande    | Sari Essayah       | 42 min 37 s |
| 2    | Italie      | Annarita Sidoti    | 42 min 43 s |
| 3    | Russie      | Yelena Nikolayeva  | 42 min 43 s |
| 4    | Russie      | Yelena Arshintseva | 43 min 23 s |
| 5    | Russie      | Larisa Ramazanova  | 43 min 25 s |
| 6    | Biélorussie | Natalya Misyulya   | 43 min 39 s |

### 50kmmarche
| Rang | Pays    | Athlète             | Temps           |
| ---- | ------- | ------------------- | --------------- |
| 1    | Russie  | Valeriy Spitsyn     | 3 h 41 min 07 s |
| 2    | France  | Thierry Toutain     | 3 h 43 min 52 s |
| 3    | Italie  | Giovanni Perricelli | 3 h 43 min 55 s |
| 4    | Espagne | Jesus Angel Garcia  | 3 h 45 min 25 s |
| 5    | Pologne | Robert Korzeniowski | 3 h 45 min 57 s |
| 6    | Russie  | German Skurygin     | 3 h 46 min 30 s |

### 4 ×100mrelais
| Rang | Pays      | Athlètes                                                                             | Temps   |
| ---- | --------- | ------------------------------------------------------------------------------------ | ------- |
| 1    | France    | Hermann Lomba Éric Perrot Jean-Charles Trouabal Daniel Sangouma                      | 38 s 57 |
| 2    | Ukraine   | Serhiy Osovych Oleh Kramarenko Dmytro Vanyaikin Vladyslav Dolohodin                  | 38 s 98 |
| 3    | Italie    | Ezio Madonia Domenico Nettis Giorgio Marras Sandro Floris                            | 38 s 99 |
| 4    | Suède     | Peter Karlsson Matias Ghansah Lars Hedner Torbjörn Eriksson                          | 39 s 05 |
| 5    | Grèce     | Alexandros Genovelis Georgios Panayiotopoulos Alexios Alexopoulos Alexandros Terzian | 39 s 25 |
| 6    | Allemagne | Holger Blume Steffen Görmer Michael Huke Marc Blume                                  | 39 s 36 |
| 7    | Finlande  | Lasse Juusela Tero Ridanpää Ari Pakarinen Pertti Purola                              | 39 s 80 |
| 8    | Russie    | Andrey Fedoriv Aleksandr Porkhomovskiy Oleg Fatun Andrey Grigoryev                   | DQ      |

| Rang | Pays        | Athlètes                                                               | Temps   |
| ---- | ----------- | ---------------------------------------------------------------------- | ------- |
| 1    | Allemagne   | Melanie Paschke Silke Knoll Bettina Zipp Silke Lichtenhagen            | 42 s 90 |
| 2    | Russie      | Natalya Anisimova Marina Trandenkova Galina Malchugina Irina Privalova | 42 s 96 |
| 3    | Bulgarie    | Desislava Dimitrova Svetla Dimitrova Anelia Nuneva Petja Pendareva     | 43 s 00 |
| 4    | Ukraine     | Antonina Slyusar Viktoriya Fomenko Irina Slyusar Zhanna Tarnopolskaya  | 43 s 61 |
| 5    | Royaume-Uni | Stephanie Douglas Katharine Merry Simmone Jacobs Paula Thomas          | 43 s 63 |
| 6    | Pays-Bas    | Claudia Elissen Jacqueline Poelman Karin de Lange Monique Bogaards     | 43 s 81 |
| 7    | Finlande    | Anu Pirttimaa Tarja Leveelahti Sanna Hernesniemi Marja Salmela         | 43 s 96 |
| 8    | Italie      | Carla Tuzzi Laura Ardissone Annarita Balzani Giada Gallina             | 44 s 46 |

### 4 ×400mrelais
| Rang | Pays        | Athlètes                                                                      | Temps         |
| ---- | ----------- | ----------------------------------------------------------------------------- | ------------- |
| 1    | Royaume-Uni | David McKenzie Roger Black Brian Whittle Duaine Ladejo                        | 2 min 59 s 13 |
| 2    | France      | Pierre-Marie Hilaire Jacques Farraudière Jean-Louis Rapnouil Stéphane Diagana | 3 min 01 s 11 |
| 3    | Russie      | Mikhail Vdovin Dmitriy Bey Dmitriy Kosov Dmitriy Golovastov                   | 3 min 03 s 10 |
| 4    | Italie      | Marco Vaccari Fabio Grossi Ashraf Saber Alessandro Aimar                      | 3 min 03 s 46 |
| 5    | Allemagne   | Daniel Bittner Kai Karsten Lutz Becker Edgar Itt                              | 3 min 04 s 15 |
| 6    | Pologne     | Piotr Rysiukiewicz Robert Mackowiak Piotr Kotlarski Tomasz Czubak             | 3 min 04 s 22 |
| 7    | Finlande    | Ari Pinomäki Ilkka Yli-Tuomi Kari Louramo Vesa-Pekka Pihlavisto               | 3 min 04 s 55 |

| Rang | Pays               | Athlètes                                                                        | Performance   |
| ---- | ------------------ | ------------------------------------------------------------------------------- | ------------- |
| 1    | France             | Francine Landre Evelyne Élien Viviane Dorsile Marie-José Pérec                  | 3 min 22 s 34 |
| 2    | Russie             | Natalja Chruschcheljowa Yelena Andreyeva Tatyana Zakharova Svetlana Goncharenko | 3 min 24 s 06 |
| 3    | Allemagne          | Karin Janke Heike Meißner Uta Rohländer Anja Rücker                             | 3 min 24 s 10 |
| 4    | Royaume-Uni        | Melanie Neef Linda Staines Phylis Smith Sally Gunnell                           | 3 min 24 s 14 |
| 5    | République tchèque | Nadezhda Kostovalová Hana Benesová Erika Suchovská Ludmila Formanová            | 3 min 27 s 95 |
| 6    | Suisse             | Regula Aebi Kathrin Lüthi Martha Grossenbacher Anita Protti                     | 3 min 28 s 78 |
| 7    | Pologne            | Barbara Grzywocz Monika Warnacka Sylvia Pachut Elżbieta Kilińska                | 3 min 29 s 75 |
| 8    | Finlande           | Aila Haikkonen Heidi Suomi Satu Jaaskelainen Sonja Finell                       | 3 min 32 s 97 |

### Saut en hauteur
| Rang | Pays        | Athlète            | Hauteur |
| ---- | ----------- | ------------------ | ------- |
| 1    | Norvège     | Steinar Hoen       | 2,35 m  |
| 2    | Pologne     | Artur Partyka      | 2,33 m  |
| 2    | Royaume-Uni | Steve Smith        | 2,33 m  |
| 4    | Norvège     | Håkan Särnblom     | 2,31 m  |
| 5    | Pologne     | Jaroslaw Kotewicz  | 2,31 m  |
| 5    | Yougoslavie | Dragutin Topić     | 2,31 m  |
| 7    | Russie      | Leonid Pumalainen  | 2,28 m  |
| 8    | Grèce       | Lambros Papakostas | 2,28 m  |

| Rang | Pays      | Athlète          | Hauteur |
| ---- | --------- | ---------------- | ------- |
| 1    | Slovénie  | Britta Bilac     | 2,00 m  |
| 2    | Russie    | Yelena Gulyayeva | 1,96 m  |
| 3    | Lituanie  | Nele Zilinskiene | 1,93 m  |
| 4    | Ukraine   | Irina Babakova   | 1,93 m  |
| 5    | Norvège   | Hanne Haugland   | 1,93 m  |
| 6    | Allemagne | Heike Balck      | 1,93 m  |
| 7    | Bulgarie  | Svetlana Leseva  | 1,90 m  |
| 7    | Russie    | Yelena Topchina  | 1,90 m  |

### Saut en longueur
| Rang | Pays               | Athlète                | Distance |
| ---- | ------------------ | ---------------------- | -------- |
| 1    | Bulgarie           | Ivailo Mladenov        | 8,09 m   |
| 2    | République tchèque | Milan Gombala          | 8,04 m   |
| 3    | Grèce              | Konstadínos Koukodímos | 8,01 m   |
| 4    | Roumanie           | Bogdan Tudor           | 7,99 m   |
| 5    | Russie             | Dmitriy Bagryanov      | 7,96 m   |
| 6    | Russie             | Stanislav Tarasenko    | 7,93 m   |
| 7    | Ukraine            | Vitaliy Kirilenko      | 7,92 m   |
| 8    | Belgique           | Erik Nys               | 7,89 m   |

| Rang | Pays      | Athlète           | Distance |
| ---- | --------- | ----------------- | -------- |
| 1    | Allemagne | Heike Drechsler   | 7,14 m   |
| 2    | Ukraine   | Inessa Kravets    | 6,99 m   |
| 3    | Italie    | Fiona May         | 6,90 m   |
| 4    | Danemark  | Renata Nielsen    | 6,82 m   |
| 5    | Autriche  | Ljudmila Ninova   | 6,80 m   |
| 6    | Pologne   | Agata Karczmarek  | 6,67 m   |
| 7    | Russie    | Irina Mushayilova | 6,62 m   |
| 8    | Bulgarie  | Iva Prandzheva    | 6,56 m   |

### Saut à la perche
| Rang | Pays      | Athlète            | Hauteur |
| ---- | --------- | ------------------ | ------- |
| 1    | Russie    | Rodion Gataullin   | 6,00 m  |
| 2    | Russie    | Igor Trandenkov    | 5,90 m  |
| 3    | France    | Jean Galfione      | 5,85 m  |
| 4    | France    | Philippe Collet    | 5,80 m  |
| 5    | Russie    | Denis Petushinskiy | 5,80 m  |
| 6    | Allemagne | Andrej Tiwontschik | 5,70 m  |
| 7    | Israël    | Yevgenyi Krasnov   | 5,70 m  |
| 8    | Italie    | Gianni Iapichino   | 5,70 m  |
| 8    | Estonie   | Valeriy Bukreyev   | 5,70 m  |

### Triple saut
| Rang | Pays        | Athlète             | Distance |
| ---- | ----------- | ------------------- | -------- |
| 1    | Russie      | Denis Kapustin      | 17,62 m  |
| 2    | France      | Serge Hélan         | 17,55 m  |
| 3    | Lettonie    | Maris Bruziks       | 17,20 m  |
| 4    | Russie      | Vasiliy Sokov       | 16,97 m  |
| 5    | Russie      | Gennadiy Markov     | 16,89 m  |
| 6    | Royaume-Uni | Jonathan Edwards    | 16,85 m  |
| 7    | France      | Georges Sainte-Rose | 16,59 m  |
| 8    | Lituanie    | Audrius Raizgys     | 16,59 m  |

| Rang | Pays               | Athlète          | Distance |
| ---- | ------------------ | ---------------- | -------- |
| 1    | Russie             | Anna Biryukova   | 14,89 m  |
| 2    | Russie             | Inna Lasovskaya  | 14,85 m  |
| 3    | Ukraine            | Inessa Kravets   | 14,67 m  |
| 4    | Russie             | Yolanda Chen     | 14,48 m  |
| 5    | Roumanie           | Rodica Petrescu  | 14,42 m  |
| 6    | République tchèque | Šárka Kašpárková | 13,98 m  |
| 7    | Allemagne          | Ramona Molzan    | 13,82 m  |
| 8    | Allemagne          | Helga Radtke     | 13,77 m  |

### Lancer du poids
| Rang | Pays        | Athlète                | Distance |
| ---- | ----------- | ---------------------- | -------- |
| 1    | Ukraine     | Aleksandr Klimenko     | 20,78 m  |
| 2    | Ukraine     | Aleksandr Bagach       | 20,34 m  |
| 3    | Ukraine     | Roman Virastyuk        | 19,59 m  |
| 4    | Finlande    | Mika Halvari           | 19,52 m  |
| 5    | Finlande    | Markus Koistinen       | 19,51 m  |
| 6    | Yougoslavie | Dragan Peric           | 19,40 m  |
| 7    | Islande     | Petur Gudmundsson (en) | 19,34 m  |
| 8    | Italie      | Paolo Dal Soglio       | 19,15 m  |

| Rang | Pays      | Athlète              | Distance |
| ---- | --------- | -------------------- | -------- |
| 1    | Ukraine   | Vita Pavlysh         | 19,61 m  |
| 2    | Allemagne | Astrid Kumbernuss    | 19,49 m  |
| 3    | Bulgarie  | Svetla Mitkova       | 19,49 m  |
| 4    | Allemagne | Stephanie Storp      | 19,39 m  |
| 5    | Russie    | Larisa Peleshenko    | 19,01 m  |
| 6    | Allemagne | Kathrin Neimke       | 18,94 m  |
| 7    | Ukraine   | Valentina Fedyushina | 18,91 m  |
| 8    | Russie    | Anna Romanova        | 18,40 m  |

### Lancer du disque
| Rang | Pays        | Athlète               | Distance |
| ---- | ----------- | --------------------- | -------- |
| 1    | Biélorussie | Vladimir Dubrovshchik | 64,78 m  |
| 2    | Russie      | Dmitri Chevtchenko    | 64,56 m  |
| 3    | Allemagne   | Jürgen Schult         | 64,18 m  |
| 4    | Irlande     | Nick Sweeney          | 63,76 m  |
| 5    | Hongrie     | Attila Horváth        | 63,60 m  |
| 6    | Ukraine     | Volodymyr Zinchenko   | 63,60 m  |
| 7    | Norvège     | Svein Inge Valvik     | 62,02 m  |
| 8    | Roumanie    | Costel Grasu          | 61,40 m  |

| Rang | Pays        | Athlète             | Distance |
| ---- | ----------- | ------------------- | -------- |
| 1    | Allemagne   | Ilke Wyludda        | 68,72 m  |
| 2    | Biélorussie | Ellina Zvereva      | 64,46 m  |
| 3    | Norvège     | Mette Bergmann      | 64,34 m  |
| 4    | Roumanie    | Nicoleta Grasu      | 63,64 m  |
| 5    | Russie      | Olga Chernyavskaya  | 62,54 m  |
| 6    | Allemagne   | Jana Lauren         | 60,44 m  |
| 7    | Belgique    | Marie-Paule Geldhof | 59,48 m  |
| 8    | Biélorussie | Lyudmila Filimonova | 59,46 m  |

### Lancer du javelot
| Rang | Pays               | Athlète             | Distance |
| ---- | ------------------ | ------------------- | -------- |
| 1    | Royaume-Uni        | Steve Backley       | 85,20 m  |
| 2    | Finlande           | Seppo Räty          | 82,90 m  |
| 3    | République tchèque | Jan Železný         | 82,58 m  |
| 4    | Suède              | Patrik Bodén        | 81,34 m  |
| 5    | Allemagne          | Raymond Hecht       | 81,18 m  |
| 6    | Royaume-Uni        | Mick Hill           | 80,66 m  |
| 7    | Irlande            | Terry McHugh        | 80,46 m  |
| 8    | Biélorussie        | Vladimir Sasimovich | 78,88 m  |

| Rang | Pays      | Athlète            | Distance |
| ---- | --------- | ------------------ | -------- |
| 1    | Norvège   | Trine Hattestad    | 68,00 m  |
| 2    | Allemagne | Karen Forkel       | 66,10 m  |
| 3    | Roumanie  | Felicia Țilea      | 64,34 m  |
| 4    | Allemagne | Silke Gast         | 62,90 m  |
| 5    | Lituanie  | Rita Ramanauskaite | 61,54 m  |
| 6    | Allemagne | Tanja Damaske      | 61,32 m  |
| 7    | Hongrie   | Kinga Zsigmond     | 59,74 m  |
| 8    | Bulgarie  | Antoaneta Selenska | 57,76 m  |

### Lancer du marteau
| Rang | Pays        | Athlète           | Distance |
| ---- | ----------- | ----------------- | -------- |
| 1    | Russie      | Vasiliy Sidorenko | 81,10 m  |
| 2    | Biélorussie | Igor Astapkovich  | 80,40 m  |
| 3    | Allemagne   | Heinz Weis        | 78,48 m  |
| 4    | Russie      | Igor Nikouline    | 78,38 m  |
| 5    | Hongrie     | Tibor Gécsek      | 77,62 m  |
| 6    | Ukraine     | Aleksey Krykun    | 76,08 m  |
| 7    | France      | Christophe Épalle | 75,22 m  |
| 8    | Ukraine     | Vadim Kolesnik    | 75,22 m  |

### Décathlon/Heptathlon
| Rang | Pays            | Athlète           | Points    |
| ---- | --------------- | ----------------- | --------- |
| 1    | France          | Alain Blondel     | 8 453 pts |
| 2    | Suède           | Henrik Dagård     | 8 362 pts |
| 3    | Ukraine         | Lev Lobodin       | 8 201 pts |
| 4    | France          | Christian Plaziat | 8 127 pts |
| 5    | Allemagne       | Stefan Schmid     | 8 109 pts |
| 6    | Hongrie         | Sándor Munkacsi   | 8 071 pts |
| 7    | Tchécoslovaquie | Tomáš Dvořák      | 8 065 pts |
| 8    | Hongrie         | Dezső Szabó       | 7 995 pts |

| Rang | Pays      | Athlète              | Points    |
| ---- | --------- | -------------------- | --------- |
| 1    | Allemagne | Sabine Braun         | 6 419 pts |
| 2    | Hongrie   | Rita Ináncsi         | 6 404 pts |
| 3    | Pologne   | Urszula Wlodarczyk   | 6 322 pts |
| 4    | Russie    | Larisa Turchinskaya  | 6 311 pts |
| 5    | Russie    | Svetlana Moskalets   | 6 308 pts |
| 6    | Allemagne | Peggy Beer           | 6 275 pts |
| 7    | Lituanie  | Remigija Nazarovienė | 6 262 pts |
| 8    | Finlande  | Tina Rättyä          | 6 241 pts |

## Légende
- WR : Record du monde
- CR : Record des championnats
- NR : Record national
- ER : Record d'Europe